# Veľké Chlievany
Veľké Chlievany (allemand : Großchliwin) est un village de Slovaquie situé dans la région de Trenčín.

## Histoire
Première mention écrite du village en 1276.

## Démographie

### Évolution de la population
| Année:               | 1994. | 2004.    | 2014.   | 2024.   |
| -------------------- | ----- | -------- | ------- | ------- |
| Nombre de personnes: | 401   | 450      | 484     | 492     |
| Différence:          |       | +12,21 % | +7,55 % | +1,65 % |

| Année:               | 2023. | 2024.  |
| -------------------- | ----- | ------ |
| Nombre de personnes: | 500   | 492    |
| Différence:          |       | -1,6 % |